# Jambalaya (gastronomia)

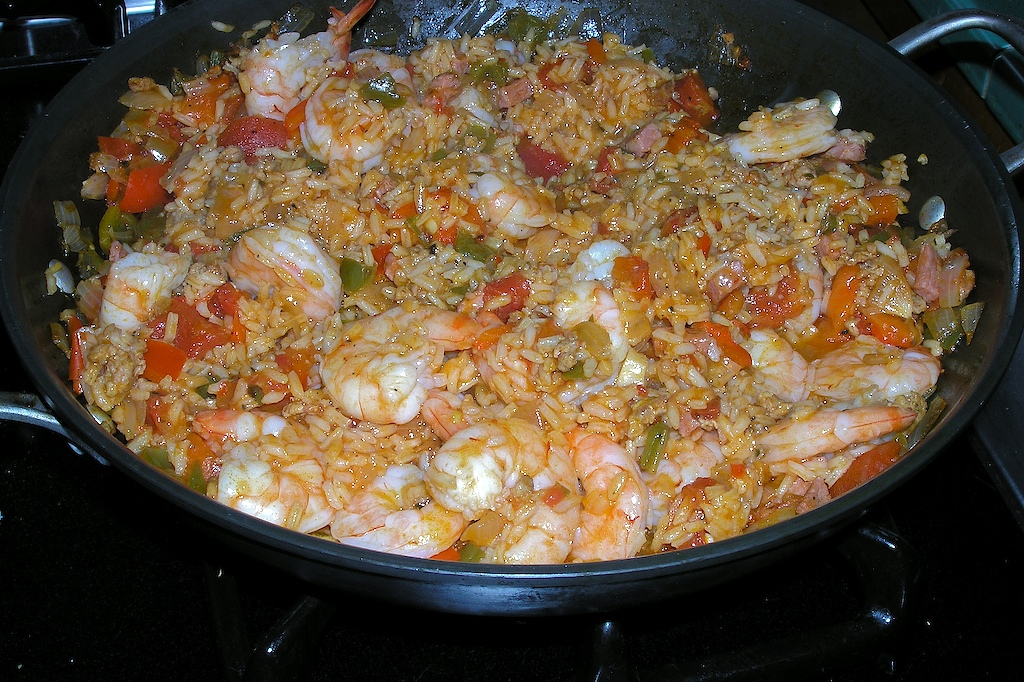
Jambalaya creola con gamberi, pomodoro e salsiccia

La jambalaya è un piatto creolo della Louisiana di origine provenzale con influenze africane, spagnole e amerindie.
Essa è tradizionalmente fatta con carne e verdure, e completata con l'aggiunta di brodo, gamberetti e riso. È molto simile alla paella spagnola, condividendo con essa gli stessi ingredienti, ad eccezione dello zafferano, sostituito invece dal pomodoro a causa degli alti costi di importazione.

## Varietà di jambalaya
La jambalaya ha avuto origine dalle isole dei Caraibi. La cultura spagnola, miscelata ai cibi dei nativi americani, ha dato vita al piatto come è conosciuto oggi. Sono due le maniere principali per la sua preparazione.
La più comune è quella creola detta "jambalaya rossa".  Si realizza aggiungendo della carne macinata ad un soffritto di sedano, peperone verde e cipolla; la carne è normalmente un misto di pollo e salsiccia sbriciolata. Vengono poi aggiunte le verdure ed il pomodoro e quindi i frutti di mare. Il riso ed il brodo vengono aggiunti verso la fine in quantità equivalenti. Il tutto va lasciato cuocere, a fuoco lento, per 20 - 60 minuti, in funzione del recipiente di cottura. Verso la fine del processo di cottura si evita di mescolare. Alcune versioni prevedono la preparazione dopo la cottura di tutti gli ingredienti.
L'altro modo, più caratteristico del sud-ovest e del sud della Louisiana, è la jambalaya cajun, preparata senza pomodoro (più ci si allontana da New Orleans e più raro è l'uso dei pomodori). La carne viene soffritta in una padella di ferro. I pezzetti di carne che si attaccano al fondo della padella sono ciò che dà alla jambalaya cajun il suo colore bruno. Viene aggiunto un po' d'olio se non c'è abbastanza grasso nel fondo. Le verdure  (50% cipolle, 25% sedano e 25% peperone verde o rosso, anche se le proporzioni possono essere modificate per soddisfare il proprio gusto) vengono aggiunte e saltate in padella fino a che non diventino morbide. Il brodo e i condimenti sono aggiunti nel passaggio successivo, e quindi le carni vengono messe in un piatto. Questa miscela viene poi cotta, coperta, per almeno un'ora. Infine, viene portata ad ebollizione e viene aggiunto il riso. A questo punto si copre e si lascia cuocere, a fuoco lento, per almeno 30 minuti senza mescolare. La preparazione è pronta quando il riso è cotto.
Esiste però anche una terza ricetta, meno comune. In questa versione la carne e le verdure vengono cotte separatamente dal riso. Allo stesso tempo il riso viene cotto nel brodo e viene aggiunto agli altri ingredienti prima di servire il piatto. Questa è detta "jambalaya bianca" ed è rara in Louisiana, dato che è vista come un metodo "veloce" di preparazione della jambalaya, popolare al di fuori dello stato per abbreviare i tempi di cottura. È realizzata allo stesso modo della cajun, ma senza verdure. Sono molti i ristoranti che servono questo piatto perché considerato come più adatto ai bambini e di più facile cottura.
La jambalaya è considerata, dalla maggior parte degli abitanti della Louisiana, come un piatto di riso semplice da preparare rispetto ad altri piatti tradizionali quali il gumbo, l'étouffée e i gamberi creoli. Il più delle volte viene usato un riso lungo tipo basmati. La jambalaya si differenzia dal gumbo e dall'étouffée per il modo in cui è aggiunto il riso. In questi piatti, il riso è cotto separatamente e viene servito come un letto su cui viene posto il piatto principale. Nel solito metodo di preparazione della jambalaya, il riso viene aggiunto alle verdure, alla carne, ai frutti di mare e al brodo e il sapore viene assorbito dai grani di riso durante la cottura.

## Storia
La jambalaya creola trae origine dal quartiere francese di New Orleans, un tempo settore europeo della città. Fu un tentativo, da parte degli spagnoli, di preparare la paella nel nuovo mondo, dove lo zafferano non era facilmente disponibile a causa degli elevati costi di importazione. Così il pomodoro divenne il sostituto dello zafferano. Col passare del tempo, l'influenza francese divenne preponderante a New Orleans, e le spezie dei Caraibi cambiarono questa paella del nuovo mondo in un piatto del tutto diverso. Nelle moderna Louisiana, il piatto si è evoluto in molte altre ricette.  La jambalaya creola, o quella rossa cajun, si diffusero a New Orleans, dove era chiamata semplicemente 'jambalaya'. La jambalaya creola è realizzata con i pomodori mentre quella cajun non li utilizza.
La jambalaya cajun ebbe origine nelle zone rurali della Louisiana dove erano facilmente disponibili gambero, ostriche, alligatori, anatre, tartarughe ed altri tipi di animali. A questi veniva aggiunto, pollo o tacchino. La jambalaya cajun è nota come 'jambalaya bruna' nella regione di New Orleans, che i cajun chiamano semplicemente 'jambalaya', ed è più piccante di quella creola. I francesi creoli bianchi portarono la jambalaya ai cajun, ma visto che i pomodori erano rari nella cucina cajun, essi non li usarono rendendo bruno il colore della preparazione.
La prima apparizione in stampa del termine 'jambalaya' avvenne in Leis amours de Vanus; vo, Lou paysan oou théâtré, di Fortuné (Fortunat) Chailan, pubblicato in lingua provenzale nel 1837, mentre in lingua inglese apparve nel maggio 1849 in American Agriculturalist, pag. 161, dove Solon Robinson parla di un recipiente per 'Hopping Johnny (jambalaya)'. Il termine jambalaya non appare in alcun libro di cucina fino al 1878, quando venne stampato Gulf City Cook Book ad opera delle dame della St. Francis Street Methodist Church, a sud di Mobile. Esso conteneva una ricetta per la "JAM BOLAYA".
La jambalaya ebbe un breve incremento di popolarità nel corso degli anni 1920 e 1930 a causa della sua ricetta flessibile. Il piatto era poco più che riso e verdure e la popolazione poteva permetterselo.

## Etimologia
L'Oxford English Dictionary indica che "jambalaya" proviene dal provenzale jambalaia, che significa miscuglio, ma anche pilaf di riso. Questo è confermato dal fatto che la prima apparizione stampata della parola è in una poesia provenzale pubblicata nel 1837.